# Barry Biggs
Barry Biggs (* 1947, einige Quellen geben 1953 an, in St. Andrews, Jamaika) ist ein Reggae-Sänger und Produzent, der hauptsächlich in der zweiten Hälfte der 1970er Jahre erfolgreich war. Zwischen 1976 und 1981 gelang ihm mit sechs Singles der Sprung in die britischen Charts. Am erfolgreichsten war das Lied Side Show aus dem Jahr 1976.

## Leben
Biggs arbeitete als Techniker beim jamaikanischen Rundfunk, bevor er Mitte der 1960er Jahre als Harmoniesänger anheuerte. Er sang Chor und Background im Studio One des Produzenten Coxsone Dodd und in den Treasure Isle Studios von Duke Reid. Nach einigen Auftritten mit den Bands The Crystalites und The Astronauts wurde er Leadsänger bei Byron Lee and the Dragonaires.
1968 versuchte er sich erstmals als Solointerpret und startete seine Profikarriere mit einer von Harry „J“ Johnson produzierten Coverversion des Stevie-Wonder-Hits My cheri amour, die 1970 unter dem Namen Barrington Biggs veröffentlicht wurde. Mit dem Lied One Bad Apple, dessen Original von The Jackson Five gesungen wurde, folgte 1971 der erste Hit in der jamaikanischen Heimat. Seit dieser Zeit arbeitete Biggs auch als Toningenieur und Produzent.
Der erste internationale Erfolg stellte sich 1976 ein, als die aus eigener Feder stammende Single Work All Day in die UK-Charts einstieg und Platz 38 erreichte. Der Ende des Jahres erschienene Titel Side Show ist eine Coverversion des 1974er Liedes der amerikanischen Vokalgruppe Blue Magic. Der Track entwickelte sich zum größten Hit des Jamaikaners, kletterte in den englischen Charts bis auf Platz 3, wurde mit einer Silbernen Schallplatte ausgezeichnet und gehört zu den dreißig meistverkauften Singles des Jahres 1977 im Vereinigten Königreich.
Der als Lovers-Rock-Spezialist geltende Biggs coverte auch weitere Hits amerikanischer Interpreten, darunter Stevie Wonder, The Chi-Lites und The Temptations, und verlieh den Liedern ein mit seinem souligen Gesang gepaartes sanftes Reggae-Feeling. Der von einigen auch „Barry White of Reggae“ genannte Musiker war weltoffener als viele seiner Zeitgenossen und mied politische und Rasta-Themen, die zur damaligen Zeit in Jamaika populär waren. Auch das Bild eines Dreadlock-Rebellen verkörperte er nicht.
Nachdem das gemeinsam mit Byron-Lee-and-the-Dragonaires-Kollegen Neville Hinds geschriebene You’re My Life im Frühjahr 1977 bis auf Platz 36 der englischen Hitparade stieg, folgte im Sommer mit Three Ring Circus auf Platz 22 ein zweiter Coversong der Gruppe Blue Magic aus Philadelphia. Weitere, wenn auch kleinere Charterfolge waren Ende 1979 What’s Your Sign Girl?, im Original von Mr. Danny Pearson, und im Sommer 1981 Wide Awake in a Dream aus der Feder von Wallace Wilson, ebenfalls Mitglied bei Byron Lee and the Dragonaires.

## Diskografie

### Alben
- 1976: Mr. Biggs
- 1977: Sincerely!
- 1980: What’s Your Sign?
- 1982: Wide Awake
- 1983: Coming Down with Love
- 1989: So in Love
- 1994: Night Like This
- 1995: Side Show
- 2001: Love Come Down
- 2002: Just My Imagination
- 2007: Reggae Max

### Kompilationen
- 1977: Barry Biggs and the Inner Circle (mit Inner Circle)
- 2000: The Vintage Years
- 2001: Love Come Down
- 2002: The Sideshow: The Very Best of Barry Biggs
- 2004: Sideshow: The Best of Barry Biggs

### Singles
- 1970: My Cheri Amour (als Barrington Biggs)
- 1970: Got to Be Mellow
- 1971: One Bad Apple
- 1972: How Could I Let You Get Away
- 1976: Work All Day
- 1976: Side Show
- 1977: Why Must You Cry
- 1977: You’re My Life
- 1977: Three Ring Circus
- 1977: They Took the Show on the Road
- 1977: Sincerely
- 1978: Give Me a Call
- 1978: Surely
- 1979: What’s Your Sign Girl?
- 1979: Too Much Heaven
- 1981: Wide Awake in a Dream
- 1981: Love on a Two Way Street
- 1981: Promise Is a Comfort to a Fool
- 1982: Break Your Promise
- 1982: This Is Good Life
- 1982: Don’t Let the Sun Catch You Crying
- 1982: Reflections (mit Ruddy Thomas)
- 1983: Love Come Down
- 1983: One of the Poorest People
- 1983: Reflections of My Life (mit Ruddy Thomas)
- 1986: Conversations
- 1987: Side Show (87 Mix)
- 1987: If You Wanna Make Love
- 2015: Work All Day (mit Dennis Brown)